# جبل القفيل
جبل القفيل جبل بركاني يقع في منطقة حائل شمال المملكة العربية السعودية، وتحديدًا في حرّة الهتيمة، ويعد أحد الجبال التاريخية في المنطقة، يبلغ ارتفاعه 1033م.